# Meister der Dormitio von Terni
Als Meister der Dormitio von Terni (italienisch Maestro della Dormitio di Terni) wird ein mittelalterlicher Maler bezeichnet, der ungefähr zwischen 1370 und 1410 in Umbrien in Italien tätig war. Der namentlich nicht bekannte Künstler ist nach dem Fresko benannt, das er in der Kirche San Pietro in Terni gemalt hat und das die Krönung Mariens und weiter den Tod Mariens im Kreise der Apostel, die sogenannte Dormitio darstellt.
Der Meister soll noch zahlreiche weitere Fresken in Umbrien gemalt haben, so zum Beispiel eine Thronende Madonna mit Kind in der Kirche San Gregorio Maggiore in Spoleto oder ebenfalls dort ein gleichartiges Bild an einem Außenportal der Kirche San Nicolò. Letzteres kann nach einer Inschrift auf 1404 datiert werden. Dem Meister werden auch einige Altarbilder zugeordnet.
Dem Meister wird oft auch das Triptychon einer Madonna mit Kind und zwei Heiligen zugeschrieben, das aus der Kirche San Cleto in Terni stammt und heute dort in der Pinacoteca Comunale zu finden ist. Nach anderen Meinung ist dieses Werk jedoch einem Nachfolger des Meisters zuzuschreiben, dem dann ebenfalls mit einem Behelfsnamen benannten  Maestro del Trittico di Terni.
Es wird vorgeschlagen, dass der Meister der Dormitio von Terni identisch sein koennte mit Domenico da Miranda, einem ab 1369 nachgewiesenen Künstler, der dann 1395 und 1404 in Spoleto tätig war.